# Cultroribula diversa
Cultroribula diversa är en kvalsterart som beskrevs av Oudemans 1915. Cultroribula diversa ingår i släktet Cultroribula och familjen Astegistidae. Inga underarter finns listade i Catalogue of Life.